# اتحاد البورصات العربية
اتحاد البورصات العربية هو جهاز توجيهي نشأ في عام 1978 بعدما انعقد مؤتمر محافظي البنوك المركزية العربية برعاية الأمانة العامة لجامعة الدول العربية في المملكة الأردنية، وقاموا بالمصادقة على إنشاء جهاز توجيهي وترشيدي لبورصات الأوراق المالية العربية. تكون مدينة بيروت مقراً لهذا الاتحاد ويجوز إنشاء مراكز فرعية له في الدول العربية. حيث يضم الاتحاد حالياً 21 عضواً يمثلون 17 بورصة أوراق مالية وسلعية و4 شركات مقاصة، بالإضافة إلى العديد من شركات الوساطة المالية والمصارف في المنطقة العربية.
يهدف الاتحاد بوجه عام إلى تنسيق العمل بين أعضائه، وتيسير تبادل المعونة الفنية فيما بينهم، والمساهمة في تنسيق القوانين والأنظمة المعمول بها في هذا الميدان وتذليل الصعوبات التي تعترض الاستثمار العربي وتوسيع قاعدته وتنويع أدواته، وتشجيع إدراج وتداول الأوراق المالية العربية، وتشجيع توظيف استثمار رؤوس الأموال العربية في مجالات التنمية المشتركة بالوطن العربي ولا سيما المشاريع المشتركة.

## أهداف الاتحاد
1. تطوير أعمال البورصات العربية والمقاصات وشركات الوساطة المالية ورفع كفاءة أدائها محلياً وعربياً.
2. إيجاد قنوات الاتصال بين أعضاء الاتحاد بما ييسر إدراج وتداول الأوراق المالية العربية المسجلة لديها بما يخدم هدف تنمية أسواق المال العربية.
3. القيد المشترك للشركات العربية لدى البورصات الأعضاء والعمل على حرية تداول الأوراق المالية بين المواطنين العرب.
4. مواءمة الأنظمة المعمول بها في البورصات الأعضاء من النواحي التشريعية والتقنية.
5. المساعدة في تنظيم الإصدارات الجديدة العامة (سندات أو أسهم أو أي أوراق مالية أخرى) والحث على إنشاء الأجهزة الرسمية القـُطرية المختصة بمراجعة الإصدارات وتبادلها والمساعدة في تنظيم وتداول هذه الإصدارات.
6. العمل على توسيع قاعدة المساهمين في البورصات الأعضاء من خلال زيادة سيولة وعمق هذه البورصات مما يزيد من إقبال المستثمرين عليها.
7. تشجيع إنشاء الشركات المالية التي تقوم بوظائف الوساطة المالية خاصة التي تضطلع بمهام تغطية وترويج وتسويق الإصدارات الجديدة.
8. توفير وتبادل البيانات والمعلومات بين أعضاء الاتحاد حول الشركات المصدرة والأوراق المالية المتداولة فيها وأسعارها.
9. توسيع قاعدة الاستثمار في الأوراق المالية من خلال نشر الوعي الادخاري والاستثماري بين المواطنين العرب.
10. المساعدة على التوسع في إقامة البورصات ومراكز التسوية والتقاص والإيداع في الدول العربية عن طريق توفير الدراسات والخبرات الفنية اللازمة لذلك.
11. عقد برامج تدريبية متخصصة مما يساهم في رفع كفاءة العاملين في المؤسسات الأعضاء في الاتحاد إضافة إلى تنظيم المؤتمرات المتخصصة.
12. الإعداد أو المشاركة في الندوات العربية والعالمية ذات العلاقة بأعمال الاتحاد بصورة مباشرة أو بالتعاون مع الاتحادات والمنظمات العربية والدولية ذات العلاقة.
13. إصدار النشرات والمطبوعات الدورية التي تهدف إلى تقوية الروابط فيما بين الأعضاء للتعريف بأوجه نشاطات الاتحاد وفعاليته في مختلف المجالات بما في ذلك إنشاء موقع إلكتروني للاتحاد.
14. حل المشاكل الطارئة بين الأعضاء والقيام بدور التحكيم أو التوفيق بينهم عندما يطلب إليه ذلك.
15. تشجيع إيجاد الظروف المناسبة لتداول الأوراق المالية وإيجاد الضوابط التي تساعد على خلق سوق مالية مستمرة.
16. توحيد المصطلحات الفنية في مجال البورصات.
17. التعاون والتنسيق مع هيئات الأوراق المالية العربية والعالمية واتحاداتها.
18. التعاون والتنسيق مع البورصات العالمية واتحاداتها.
19. إنشاء قاعدة بيانات عن كافة أعضاء الاتحاد.
20. أية مهام أخرى يحددها مجلس للاتحاد في إطار أهدافه.

## أعضاء مجلس إدارة اتحاد البورصات العربية (بورصات)
- سوق الكويت للأوراق المالية
- البورصة المصرية
- بورصة القيم بالدار البيضاء
- بورصة البحرين ش.م.ب (م)
- بورصة بيروت
- بورصة قطر
- بورصة الأوراق المالية تونس
- بورصة عمّان
- سوق دبي للاوراق المالية
- سوق أبوظبي للأوراق المالية
- سوق مسقط للأوراق المالية
- سوق الأوراق المالية الليبي
- سوق فلسطين للأوراق المالية
- سوق العراق للاوراق المالية
- السوق المالية السعودية (تداول)
- سوق دمشق للأوراق المالية

## أعضاء مجلس إدارة اتحاد البورصات العربية (مقاصات)
- الشركة الكويتية للمقاصة
- مركز حفظ ومقاصة الأوراق المالية للبنان والشرق الأوسط (ميدكلير)
- الشركة التونسية بين المهنيين للمقاصة والمحافظة على الأوراق المالية
- مركز ايداع الاوراق المالية- الأردن
- شركة مصر للمقاصة والقيد والإيداع المركزي
- شركة مسقط للإيداع وتسجيل الاوراق المالية
- ماروكلير

## انظرأيضا
- سوق الأوراق المالية
- محمد سليمان عبد السلام

## وصلات خارجية
- الموقع الرسمي للاتحاد البورصات العربية
- ليبيا تتسلم رئاسة اتحاد البورصات العربية إسماعيلية اونلاين، 18 أبريل 2010
- اتحاد البورصات العربية.. قطر تسلمت الرئاسة.. واتجاه لإطلاق مؤشرين ، الوطن، 31 مايو 2011
- «تداول» تستحوذ على 50% من حجم البورصات العربية، محيط
- في اجتماع طاريء لاتحاد البورصات العربية بالقاهرة: الموافقة علي تأسيس شركة مقاصة عربية وشبكة معلومات الشرق الأوسط لاسواق المال العربية [وصلة مكسورة]، جريدة الأهرام في 	8 يونيو 2000
- تحت رعاية رئيس الوزراء ومؤسسة الأهرام راع رسمي: عقد مؤتمر ومعرض' البورصة خطوة*خطوة' للعام الثاني17 سبتمبر بالقاهرة رئيس البورصة: مؤتمر2003 يهتم بالبعد الإقليمي ويناقش أهمية إنشاء سوق مال عربية موحدة، جريدة الأهرام في 7 	يونيو	2003
- بدء اجتماعات اللجنة الفنية للبورصة العربية بالقاهرة[وصلة مكسورة]، جريدة الأهرام في 12 سبتمبر 2004
- في مؤتمر صحفي للبورصة أمس البورصة العربية تبدأ أعمالها العام المقبل والقرية الذكية مقرا لإداراتها واليورو عملة التقييم[وصلة مكسورة]، جريدة الأهرام في 	13 سبتمبر 2004